# Wereldkampioenschap superbike van Assen 2017
Het wereldkampioenschap superbike van Assen 2017 was de vierde ronde van het wereldkampioenschap superbike en het wereldkampioenschap Supersport 2017. De races werden verreden op 29 en 30 april 2017 op het TT-Circuit Assen nabij Assen, Nederland.

## Superbike

### Race 1
| Pos | Nr | Rijder               | Constructeur | Rondes | Tijd        | Grid | Punten |
| --- | -- | -------------------- | ------------ | ------ | ----------- | ---- | ------ |
| 1   | 1  | Jonathan Rea         | Kawasaki     | 21     | 33:37.082   | 9    | 25     |
| 2   | 66 | Tom Sykes            | Kawasaki     | 21     | +4.501      | 8    | 20     |
| 3   | 33 | Marco Melandri       | Ducati       | 21     | +17.673     | 3    | 16     |
| 4   | 12 | Javier Forés         | Ducati       | 21     | +22.569     | 1    | 13     |
| 5   | 32 | Lorenzo Savadori     | Aprilia      | 21     | +30.797     | 2    | 11     |
| 6   | 6  | Stefan Bradl         | Honda        | 21     | +33.530     | 3    | 10     |
| 7   | 40 | Román Ramos          | Kawasaki     | 21     | +39.176     | 4    | 9      |
| 8   | 50 | Eugene Laverty       | Aprilia      | 21     | +39.254     | 5    | 8      |
| 9   | 36 | Leandro Mercado      | Aprilia      | 21     | +39.266     | 6    | 7      |
| 10  | 2  | Leon Camier          | MV Agusta    | 21     | +41.493     | 14   | 6      |
| 11  | 88 | Randy Krummenacher   | Kawasaki     | 21     | +43.623     | 16   | 5      |
| 12  | 15 | Alex de Angelis      | Kawasaki     | 21     | +48.218     | 17   | 4      |
| 13  | 35 | Raffaele De Rosa     | BMW          | 21     | +49.487     | 18   | 3      |
| 14  | 69 | Nicky Hayden         | Honda        | 21     | +50.016     | 13   | 2      |
| 15  | 86 | Ayrton Badovini      | Kawasaki     | 21     | +1:00.924   | 21   | 1      |
| 16  | 37 | Ondřej Ježek         | Kawasaki     | 21     | +1:16.401   | 20   |        |
| DNF | 7  | Chaz Davies          | Ducati       | 20     | Uitgevallen | 10   |        |
| DNF | 81 | Jordi Torres         | BMW          | 19     | Uitgevallen | 12   |        |
| DNF | 22 | Alex Lowes           | Yamaha       | 12     | Ongeluk     | 15   |        |
| DNF | 84 | Riccardo Russo       | Yamaha       | 4      | Uitgevallen | 19   |        |
| DNF | 60 | Michael van der Mark | Yamaha       | 2      | Ongeluk     | 11   |        |

### Race 2
| Pos | Nr | Rijder               | Constructeur | Rondes | Tijd           | Grid | Punten |
| --- | -- | -------------------- | ------------ | ------ | -------------- | ---- | ------ |
| 1   | 1  | Jonathan Rea         | Kawasaki     | 21     | 33:48.345      | 9    | 25     |
| 2   | 66 | Tom Sykes            | Kawasaki     | 21     | +0.025         | 8    | 20     |
| 3   | 7  | Chaz Davies          | Ducati       | 21     | +5.077         | 10   | 16     |
| 4   | 60 | Michael van der Mark | Yamaha       | 21     | +8.739         | 11   | 13     |
| 5   | 22 | Alex Lowes           | Yamaha       | 21     | +16.244        | 15   | 11     |
| 6   | 2  | Leon Camier          | MV Agusta    | 21     | +17.899        | 14   | 10     |
| 7   | 81 | Jordi Torres         | BMW          | 21     | +19.026        | 12   | 9      |
| 8   | 50 | Eugene Laverty       | Aprilia      | 21     | +19.184        | 5    | 8      |
| 9   | 69 | Nicky Hayden         | Honda        | 21     | +21.475        | 13   | 7      |
| 10  | 6  | Stefan Bradl         | Honda        | 21     | +24.693        | 3    | 6      |
| 11  | 40 | Román Ramos          | Kawasaki     | 21     | +26.751        | 4    | 5      |
| 12  | 36 | Leandro Mercado      | Aprilia      | 21     | +26.924        | 6    | 4      |
| 13  | 12 | Javier Forés         | Ducati       | 21     | +36.611        | 1    | 3      |
| 14  | 88 | Randy Krummenacher   | Kawasaki     | 21     | +40.597        | 16   | 2      |
| 15  | 15 | Alex de Angelis      | Kawasaki     | 21     | +49.140        | 17   | 1      |
| 16  | 86 | Ayrton Badovini      | Kawasaki     | 21     | +51.241        | 21   |        |
| 17  | 35 | Raffaele De Rosa     | BMW          | 21     | +1:01.141      | 18   |        |
| 18  | 37 | Ondřej Ježek         | Kawasaki     | 21     | +1:01.175      | 20   |        |
| DNF | 32 | Lorenzo Savadori     | Aprilia      | 11     | Ongeluk        | 2    |        |
| DNF | 33 | Marco Melandri       | Ducati       | 8      | Schade ongeluk | 7    |        |
| DNF | 84 | Riccardo Russo       | Yamaha       | 8      | Ongeluk        | 19   |        |

## Supersport
| Pos | Nr  | Rijder                | Constructeur | Rondes | Tijd           | Grid | Punten |
| --- | --- | --------------------- | ------------ | ------ | -------------- | ---- | ------ |
| 1   | 1   | Kenan Sofuoğlu        | Kawasaki     | 18     | 30:01.130      | 1    | 25     |
| 2   | 144 | Lucas Mahias          | Yamaha       | 18     | +2.611         | 4    | 20     |
| 3   | 16  | Jules Cluzel          | Honda        | 18     | +2.616         | 5    | 16     |
| 4   | 99  | P.J. Jacobsen         | MV Agusta    | 18     | +4.127         | 2    | 13     |
| 5   | 32  | Sheridan Morais       | Yamaha       | 18     | +4.706         | 6    | 11     |
| 6   | 64  | Federico Caricasulo   | Yamaha       | 18     | +4.941         | 8    | 10     |
| 7   | 65  | Michael Canducci      | Kawasaki     | 18     | +7.664         | 3    | 9      |
| 8   | 81  | Luke Stapleford       | Triumph      | 18     | +11.993        | 7    | 8      |
| 9   | 11  | Christian Gamarino    | Honda        | 18     | +13.092        | 14   | 7      |
| 10  | 47  | Rob Hartog            | Kawasaki     | 18     | +13.226        | 15   | 6      |
| 11  | 111 | Kyle Smith            | Honda        | 18     | +13.767        | 11   | 5      |
| 12  | 77  | Kyle Ryde             | Kawasaki     | 18     | +14.339        | 9    | 4      |
| 13  | 38  | Hannes Soomer         | Honda        | 18     | +19.373        | 10   | 3      |
| 14  | 13  | Anthony West          | Yamaha       | 18     | +20.205        | 29   | 2      |
| 15  | 44  | Roberto Rolfo         | MV Agusta    | 18     | +21.359        | 16   | 1      |
| 16  | 66  | Niki Tuuli            | Yamaha       | 18     | +21.436        | 13   |        |
| 17  | 4   | Gino Rea              | Kawasaki     | 18     | +21.876        | 12   |        |
| 18  | 61  | Alessandro Zaccone    | MV Agusta    | 18     | +22.727        | 18   |        |
| 19  | 10  | Nacho Calero          | Kawasaki     | 18     | +36.678        | 22   |        |
| 20  | 70  | Robin Mulhauser       | Honda        | 18     | +36.895        | 23   |        |
| 21  | 78  | Hikari Okubo          | Honda        | 18     | +37.003        | 17   |        |
| 22  | 62  | Vasco van der Valk    | Yamaha       | 18     | +43.730        | 28   |        |
| 23  | 74  | Jaimie van Sikkelerus | Yamaha       | 18     | +53.514        | 20   |        |
| 24  | 56  | Péter Sebestyén       | Kawasaki     | 18     | +54.103        | 27   |        |
| 25  | 9   | Connor London         | Suzuki       | 16     | +2 ronden      | 31   |        |
| DNF | 73  | Jacopo Cretaro        | Suzuki       | 14     | Ongeluk        | 26   |        |
| DNF | 26  | Kazuki Watanabe       | Kawasaki     | 12     | Ongeluk        | 21   |        |
| DNF | 83  | Lachlan Epis          | Kawasaki     | 9      | Ongeluk        | 25   |        |
| DNF | 7   | Davide Pizzoli        | MV Agusta    | 9      | Uitgevallen    | 30   |        |
| DNF | 63  | Zulfahmi Khairuddin   | Kawasaki     | 8      | Uitgevallen    | 19   |        |
| DNF | 92  | Hiromichi Kunikawa    | Honda        | 6      | Schade ongeluk | 32   |        |
| DNF | 35  | Stefan Hill           | Triumph      | 4      | Uitgevallen    | 24   |        |
| DNS | 41  | Aiden Wagner          | Honda        | 0      | Niet gestart   |      |        |

## Tussenstanden na wedstrijd

### Superbike
| Pos | Nr | Rijder         | Team     | Punten |
| --- | -- | -------------- | -------- | ------ |
| 1   | 1  | Jonathan Rea   | Kawasaki | 195    |
| 2   | 66 | Tom Sykes      | Kawasaki | 131    |
| 3   | 7  | Chaz Davies    | Ducati   | 111    |
| 4   | 33 | Marco Melandri | Ducati   | 97     |
| 5   | 22 | Alex Lowes     | Yamaha   | 76     |

### Supersport
| Pos | Nr  | Rijder          | Team      | Punten |
| --- | --- | --------------- | --------- | ------ |
| 1   | 144 | Lucas Mahias    | Yamaha    | 65     |
| 2   | 32  | Sheridan Morais | Yamaha    | 45     |
| 3   | 44  | Roberto Rolfo   | MV Agusta | 41     |
| 4   | 99  | P.J. Jacobsen   | MV Agusta | 39     |
| 4   | 77  | Kyle Ryde       | Kawasaki  | 36     |

1992 · 1993 · 1994 · 1995 · 1996 · 1997 · 1998 · 1999 · 2000 · 2001 · 2002 · 2003 · 2004 · 2005 · 2006 · 2007 · 2008 · 2009 · 2010 · 2011 · 2012 · 2013 · 2014 · 2015 · 2016 · 2017 · 2018 · 2019 · 2021 · 2022 · 2023 · 2024 · 2025